# IT'S MY LIFE (漫画)
『IT'S MY LIFE』（イッツマイライフ）は、成田芋虫による日本の漫画。2014年12月よりWEB漫画サイト『裏サンデー』、コミックアプリ『マンガワン』（共に小学館）で連載していた。

## あらすじ
念願のマイホームを構え、早期退職した元・帝国騎士隊長アストラと、引っ越し初日に彼の家に迷飛び込んきた魔法少女ノア。歳の差コンビのドタバタアットホームファンタジー。

## 登場人物

### 主な登場人物
アストラ・ルドガー・ドゥームズデイ
本作の主人公。35歳、身長202センチメートル。体重109キログラム。サイズの合う服が売ってないのが悩み。大陸中東部のタカカルヴィという小村の出身。両親は早くに他界し、祖父母の元で育った。
帝都ユースティティアの聖騎士団の1番隊隊長をしていたが、惜しまれながらも早々に隠居し念願のマイホーム生活を始める。幼少時からマイホーム生活に憧れており、騎士になったのもマイホーム資金を貯めることに適しているからと25歳という異例の早さで隊長になるも、周りからの妬みが酷く親友であったカイアスの言葉に同調し周りの同期たちがアストラから離れて行ったことで、周りに素顔を晒し心を開かなくなった。それ以来、常に顔をマスクで隠し、引退した今も夏服もこめて制服を着ている。
妬まれているのは一部の聖騎士団員からで、ローズたち一番隊の部下たちには慕われている。
ひょんなことからノアと暮らすことになりノアに様々な迷惑をかけられつつも楽しい日々を送っている。
家を非常に大切に思っており、傷つけられると明確に殺意を漏らす。これは少年時代、タカカルヴィ北部の樹海で謎の女性に出会った思い出に起因している。アストラはその女性に「祝福魔導」をかけられており、彼女が得られなかった幸せを手にするため家にこだわっているとのこと。
魔法は一切使えないため、騎士団現役時代に魔法を使う相手と戦う場合には魔法を唱えられる前に倒していた。
洗濯物を干すときにオリジナルの歌を口ずさむ、16歳までお気に入りの変なぬいぐるみを抱いていないと眠れなかった、右の内もものほくろから毛が生えている、パンツは子どもの頃から必ず黒か緑、猥本の隠し場所は本棚下段右端、騎士団女子隊員の誰よりも帝都のお菓子屋について詳しい、愛読書「月間・家が好き」の読者投稿欄に「マイホーム鉄仮面」というペンネームで毎月暮らしの豆知識を投稿している、など恥ずかしい秘密を知られてしまっている。
好きな女性のタイプは「自分の人生を明るく照らしてくれる太陽のような存在」である。
ノア・オ・アンティキティラ
アストラと同居しているアンティキティラ族の少女。8歳、121センチメートル。当初、アストラを邪神様と勘違いして、邪神様に弟子入りするためにアストラの家に訪れる。魔法を使うことが苦手で、一族の中でも疎まれており、皆を見返すために邪神様に弟子入りし凄い魔法を身につけたいと思っていた。少数民族であるにも関わらず出自が不明で、倒壊した神殿に佇んでいるところを族長のエリーゼに拾われた。魔法が使えないのはノアの魔力が弱いからではなく、強すぎて力の制御ができていないからである。伝説の魔女であるアークティカを夢で見るなど何かしらの関係がある描写がある。
一人で居ることが多かったため家事は得意で、エリーゼの影響もあり本を読むのが趣味のため利発である。
ごあごあ
ニーズヘッグ種のドラゴン。死肉しか食さず、生者を襲うことはない温厚な性格だが甘党で、竜人饅頭1つで手懐けられた。アストラとノアに懐いており、二人が出かける時に置いて行かれると怒る。鳴き声は「ごあー」(通常)「ごえー」(嫌な時)「ごー？」(疑問を呈する時)「ごーわー」(威嚇や嬉しい感情を表す時など)。
作中では、目のないドラゴンと紹介されているが、悲しい時は目があると思われるあたりから涙を流したりする。
アストラ家に飼われ始めた当初はあまり意志の疎通がうまく行っていない様子だったが、時を経るにつれアストラ達と高度なコミュニケーションを取るようになる。アストラ家の庭でモンスターが暴れた際にはさっさと木の後に避難する態度を見せたが、家庭菜園やパーゴラを作った際の作業には協力的で、特にパーゴラ作成時には高所に植木鉢を結びつけるという手先の器用さを発揮した。
普段はアストラ家の玄関とは反対側にあるテラス付近で寝ている。
100年前は、ラザマナズ族のアナセマとワルタリに飼われていた。その時の名前はエルドラド。
モンスターと相討ちになって母親が死んでしまい、そのことを知らず無邪気にそのモンスターの死肉を食べているところをアナセマたちに発見される。ワルタリに懐いたのでそのままペットとなった。
この時はまだ甘党ではなく、りんごを貰っても食べることを拒否する描写がある。
ワルタリがラザマナズ族特有の短命のために死亡した際、その影響からか彼の好物であったりんごを食べた時から甘党になった模様。
アナセマに「自分が死んだら自分を食べてほしい」と頼まれたが、アナセマを食べることはなく墓を作って埋葬した。
その後は各地を放浪したが、「死を運ぶ竜」だという噂から好意的に接してくれる者はいなく、同種であるニーズヘッグ種からも人間の臭いがひどくついており、さらに竜の声がわからないことから、「あれは崇高なる竜種ではない」と見捨てられた。
結局、ごあごあを認めてくれたのは家族以外では竜人兄弟だけだった。
結構臭いので、2日に一度アストラに連れられ川で洗われている。鋼のように硬質の皮膚を持ち、アストラにたわしで磨かれても傷一つつかないが、少し痛いらしい。
フンは気を利かせて家から離れた森の中に穴を掘って、専用トイレを作っているようだ。
ヤボヨー
アストラがノアに贈ったぬいぐるみ（？）。『ハンガーにもなる！便利な一つ目ぬいぐるみ』でオーク族には一家に一つ欠かせない存在とされている。
ぬいぐるみのはずだが「目が動く」「勝手に出歩く」「触手が伸縮する」「目から光線を発する」などの行動を見せ、ぬいぐるみなのかをノアに疑われている。

家
アストラが貯金と退職金で購入した築500年の家。大陸の西の果てにある断崖に位置し、帝都まで鷲馬車で6時間半かかる辺鄙な土地にある。
なぜか魔物が寄り付かなく、過去に何かあったものと思われる。

### ブレズレン村の住人
猫人（ケットシー）族と犬人（クーシー）族が住む森の中ののどかな村。
バントライン・レイヒアラ
猫人族でブレズレンの村長。56歳、185センチメートル。妻子持ちで子供は独立済み。面倒見がよく、アストラの頼み事を何かと引き受けている。
庭いじりとサボテンを育てるのが趣味。
リルカ・レイヒアラ
猫人族でバントラインの妻。いつも微笑んでいる。
ロザリア・レイヒアラ
猫人族でバントラインの娘。森の蚤の市のミスコンで優勝した。
リフ・サング
自称雑貨屋「サンクチュアリ」の看板娘。17歳、163センチメートル。魔法道具職人を目指しているが、作るものは大抵ガラクタである。アンティキティラ族のノアを大変気に入っており、過剰なスキンシップをとっている。
ファンク・レイルロード
人狼の少年。9歳、128cm。真面目で正義感が人一倍強い。将来は親と同じく薬師になるため勉強をしている。
スラッシュ・リベルタド
レトリバーの少年。9歳、127cm。活発なリーダー格で、よくいたずらをする。頭の回転が早く行動力もあるみんなのまとめ役。
シューゲイズ・ミュー
シャム猫の少年。8歳、116cm。眼鏡だが頭がいい訳では無い。少年4人組の中で一番スレていて口が悪い。オッドアイ。
エモー・セイオシン
サモエドの少年。ぼんやりしているが好奇心旺盛で、面白いことに誘ってくれるスラッシュ達が大好き。いつも舌を出している。

### 帝都聖騎士団
オズ・スノウブラインド
ホワイトドワーフ族の老人で、騎士団団長。アストラを買っており、副団長に就任させたがっているが、アストラにその気がないため断られている。
料理好きで得意料理は玉子料理。
カイアス・アーノルド・セヴンフォールド
34歳、身長194センチメートル。通称は「カイ」。
現ユースティティア聖騎士団一番隊隊長。実力は一般的に見れば優秀だが、体力面や素行の問題で昇任試験になかなか受からず、アストラと差がついた。
幼い頃から劣等感の塊でひねくれ者だったが、「風景画が得意」など絵画に優れた部分を見出してくれたアストラに傾倒するが、とある事情により十年近くすれ違うことになる。その後和解し、「アストラの家にアストラの似顔絵を描く」「アストラに助けてもらうためクラーケンにわざと捕まる」「アストラのために女装して亜人・獣人美少女コンテストに参加する」「兄弟と呼ばれ鼻血を流す」「お泊まり会のために寝巻きと下着を新調し、それを披露しようとする」などノアが引くほどの友情を展開する。
DAY29よりアストラのアドバイスにより装備を軽い素材のケープに変え、両腕に短剣を装備した「両刀使いの男」となった。
作中には登場しないが気が強い年の離れた姉が2人いる。
ローゼンロート・シュタイン
1番隊副隊長の褐色肌の女性。27歳。１７１センチメートル。胸にゆとりのある服を好む。通称は「ローズ」。
魔道師としての素質の高い家系に生まれるが、剣術に興味を持ち聖騎士団に入団。魔道と剣術の両方で戦うスタイル。
アストラに憧れており、現在のアストラに対しては「腑抜けてしまった」と落胆していたが、アストラの「騎士の自分も今の自分も同じである」との言葉を聞き考えを改める。竜人兄弟からは食事を恵んだことから「肉の女神様」と崇められている。
ガーズ　スミス　マーレイ
アストラのかつての部下で一番隊隊員。しゃくれがガーズ、小太りがマーレイ、小太りのひげがスミス。

### その他の人物
エリザベス・オ・アンティキティラ
ノアの姉で、アンティキティラ族の族長。19歳、160センチメートル。通称「エリーゼ」。族長が数週間に一度祈りに行く「聖女の神殿」でノアを見つけノアを引き取る（ノアという名前はその時エリーゼが名付けた）。
普段は冷静であるが、想定外の事態に陥った場合は冷静さを欠き気弱な面が出る。ノアのことは大切に思っているが、ノアが自分の手伝いをして怪我をしたら困るからと遠ざけていた結果、ノアは姉に嫌われていると思いすれ違いが生じていた。氷魔法を主に使うが、それ以外の魔法も使いこなしている。
当初、アストラはノアを拐かした悪の元凶と認識していたが、後にアストラのお陰でノアと和解、アストラに歳相応の笑顔を見せて去っていた。
その後ノアに会いに来た際偶然海にいくこととなり、そこからカイアスとお互い気になる間柄になる。しかしカイアスから自身の胸のことをたびたび指摘されその度に氷漬けにするなど凸凹な関係になる。
竜人盗賊団
ノアの眼を狙ってやってきては毎回撃退されている竜人兄弟。頑丈な種族なだけあり毎回ボロボロになりながらも数話後には復活している。
ハーピィ族
固体名は無い、郵便配達業を営むハーピィ族のブレズレン西地区担当（アストラの家にも配達に来る）。種族全体が底抜けに明るく、合言葉は「ハイホー」。挨拶を重んじる種族で、他種族にもそれを強要する。
この世界のハーピィは上半身は人間の女性で下半身は羽毛に覆われた鳥足。翼と手は別になっており、手足の指は各4本で鋭い爪がある。男の鳥人はガルーダと呼ばれる。
ガルーダ族
ハーピィ族の男性。「ガルーダ運送」を営む。他にもカタログショッピングや不用品の出張買取など幅広く営業している。やはり挨拶は「ハイホー」。ハーピィと違い頭部は完全に鳥型。

モトリィ・フィールグッド
独特な形状（ペスト医師）のマスクを身に着けた呪医の老人。86歳、216センチメートル。好色で、女性には優しく男性には（患者であろうとも）厳しい性格。
南西の島出身のビッグエルフ族。若かりし頃（本編より約40年前）は傭兵として行動し、オズとともに凄腕亜人コンビとして名前を知られていた。
ライオット・ジョン・リール・ブラッドストリート
通称「ジョニー」。アストラとカイアスの幼少期の友人で貴族の長男。おおらかで自由奔放な性格で常に丁寧な敬語を話す。アストラを「トラさん」、カイアスを「カイさん」と呼ぶ。
家出に近い形で二人と偶然出会い、意気投合するもその後家に戻り再び家を出る。あらゆる魔物を一人で退治してその素材で楽器を作る吟遊詩人となり旅を続けていたがドラゴンと対峙した際に亡くなってしまう。
その後司祭「デス・ネル」に幽霊として蘇らされ、司祭や他に蘇らされたアンデッドとともにバンドを組む。最初は唐突かつ無理やりにアストラやカイアス(ついでにエリーゼ)を自身のライブに招待するもすべり、改善しようと仲間と奮起する。
『終焉の教団』（デッドエンド・オーダーズ）
司祭「デス・ネル」の死霊復活術で蘇ったアンデッドで構成される「メタル・バンド」。
ヴォーカル担当「デス・ネル」（ゾンビ）、ベース担当「マミー・ダスト」（マミー）、ドラム担当「ジゴロ・ハルメギド」（スケルトン）、オルガン担当「ゾンビクイーン・グレーエ」（ゾンビ）、ギター担当「ジョニー・ザ・ゴースト」（ゴースト）の5人で構成される。
初ライブを聴かされたアストラに「よく分からない」という無念きわまる感想を貰ったが、その後のブレズレン村の収穫祭にて披露した新曲と第一経典（ファースト・アルバム）では（パフォーマンスも含め）好評を得た。
（外見は「アンデッド風の凝った仮装をしている」と誤解されている）

## 用語
魔導種族（ヘキサー）
生まれながらにして魔力を持ち、魔法を扱うことができる種族。アイテムを介して魔法を使うことができる人間も少数だが存在する。
魔法
火・土・風・水・天の五大要素からなる力。魔導種族は自力で操るが、人間は操れないためアイテムを用いて照明やシャワーを使用している。
アンティキティラ
三大魔導種族の1つで強い魔力を持つ少数民族。テリトリー外に出ることが滅多にないため存在を知る者は少ない。9割は女性で、桃色の髪、白銀の眼が特徴。白銀の眼を刳り貫くと溢れた魔力が凝縮し美しい宝石になることから希少価値が高い。そのため、銀眼が悟られないようゴーグルなどをして隠している。アンティキティラ族には苗字がないが、他の種族に名乗るときは誇りを込めて名前の後に「オ・アンティキティラ」をつける。
三大魔導種族
魔法を使える魔導種族の中でも最も力を持つ種族。「銀眼のアンティキティラ」、「銀角のイニシュモア」、「銀紋のエーリュシオン」と身体の一部に銀色を宿している。
邪神
500年前に大陸を統一しようとしたが打ち破られ封印されたと言われる伝説の存在。『銀の髪に銀の角を持ち、銀の紋様を身につけ銀の仮面をつけた」とされ三大魔導種族全ての特徴を持つ。
聖女
500年前に邪神を打ち滅ぼし封印したとされる存在、大魔女アークティカ。
銀星石（アスタロイド）
銀色に光る石、太古の昔に一つの文明を滅ぼした大隕石の欠片。あまりの魔力の高さに「手にした者に全能の力を与える」「近付いただけで狂気に蝕まれる」と言われている。

## 書誌情報
電子書籍版では連載時のカラー原稿がそのまま収録されている。
- 成田芋虫 『IT'S MY LIFE』 小学館〈少年サンデーコミックス〉、全11巻
  1. 2015年3月17日発売 ISBN 978-4-09-125797-0
  2. 2015年6月17日発売 ISBN 978-4-09-126183-0
  3. 2015年10月9日発売 ISBN 978-4-09-126587-6
    - カラーワークスコレクション限定版 同日発売 ISBN 978-4-09-941860-1

  4. 2016年2月12日発売 ISBN 978-4-09-127025-2
  5. 2016年6月10日発売 ISBN 978-4-09-127304-8
  6. 2016年10月12日発売 ISBN 978-4-09-127391-8
    - カラーワークスコレクション限定版 同日発売 ISBN 978-4-09-941882-3

  7. 2017年2月10日発売 ISBN 978-4-09-127516-5
  8. 2017年7月19日発売 ISBN 978-4-09-127657-5
  9. 2017年12月12日発売 ISBN 978-4-09-128048-0
    - カラーワークスコレクション限定版 同日発売 ISBN 978-4-09-943005-4

  10. 2018年6月19日発売 ISBN 978-4-09-128319-1
  11. 2018年10月19日発売 ISBN 978-4-09-128699-4